# 김호길

포스텍 초대 총장 김호길 박사

김호길(金浩吉, 1933년 10월 15일~1994년 4월 30일)는 대한민국의 물리학자이자 교육행정가로, 아호는 무은재(無垠齋), 본관은 의성(義城)이다. 그의 동생은 한동대  초대 총장이었던 김영길 (공학자) 박사이다.

## 학력
- 버밍엄대학교, 이학박사, 1964년
- 서울대학교, 물리학과 학사, 1956년

## 주요경력
- 1966 ~ 1978 미국 메릴랜드 대학교 교수
- 1978 ~ 1983 미국 로런스 버클리 국립연구소 선임과학자
- 1983 ~ 1985 연암공과대학교 학장
- 1985 ~ 1994 포항공과대학교 학장

## 생애 및 업적
한국 최초의 가속기물리학자이자, 포항공과대학교의 설립을 주도하여 한국 과학기술 교육의 질적 도약의 기틀을 닦은 과학교육 개혁가
1933년 경상북도 안동 임동면에서 출생하였으며 경상북도 영일에서 잠시 유년기를 보내고, 1952년 안동사범학교를 졸업한다.
1956년 서울대학교 물리학과에서 학사학위를 받았다. 1956년부터 1959년까지 공군사관학교 교관으로 재직하면서 쉬프(Schiff)의 양자역학과 벡커(Becker)의 전자기학을 공부하면서 이론물리학 연구에 전념했다.
1961년 국제원자력기구(IAEA) 장학생으로 영국 버밍엄(Birmingham) 대학교로 유학을 떠나 입자물리학을 전공했고, 재발생 추출이론(Theory of Regenerative Extraction)으로 1964년 박사학위를 받았으며 싸이클로트론(cyclotron) 분야의 연구를 병행하였다.
1964년부터 1966년까지 미국 UC버클리(University of California Berkley)의 로렌스 연구소(Lawrence Berkeley Laboratory) 연구원으로 물리학 연구에 전념했다. 1966년부터 1978년까지는 미국 메릴랜드대학교 물리학과와 전기공학과 교수로 재직하며, 핵물리학과 플라즈마물리학 등을 연구했다. 특히 입자가속기 연구의 전문가로 세계적으로 명성을 얻었는데, 1969년에는 구소련에서 열린 국제가속장치학회에 참석하여 국교 수립 이전 대한민국 국적으로 처음 구소련을 정식 방문한 기록을 남기기도 했다.
원형 궤도에서 입자를 가속하는 장치인 사이클로트론(cyclotron) 연구를 많이 남겼는데, 특히 입자 가속을 위한 “킴스 코일(Kim’s coil)”을 창안했다..
1971년 미국 템플 대학교의 물리화학자 김순경 교수를 회장으로 재미한인과학기술자협회(KSEA)가 발족할 때 그는 간사장을 맡아 협회의 기틀을 다졌고, 1977년에는 제6대 회장이 되었다. 1978년 캘리포니아의 로렌스버클리연구소 선임연구원으로 이직하여 세계 최고 수준의 입자가속기 연구 여건에서 새로운 형태의 입자가속장치 개발에 진력했다.
끝내 미국 시민권을 따지 않았던 그는 1983년 한국의 과학발전과 후진양성을 위해 영구 귀국했으며 당시 럭키금성그룹(현 LG그룹) 구자경 회장의 초청으로 경상남도 진주에 위치한 연암공전 초대 학장직을 맡았다. 그러나 정부가 4년제 대학으로 인가해 주겠다는 약속을 지키지 않으면서 귀국 당시의 포부는 실현할 수 없었다. 이후 포스코가 공과대학 신설을 추진함에 따라 1985년 포항공과대학교 초대총장(당시 명칭은 제철학원 소속 학장요원)으로 선임된다.
1985년 8월부터 1994년 4월까지 포항공과대학교 초대 총장으로 재직하면서 연구 중심의 교육을 통해 기술 입국을 실현할 수 있었다. 당시 한국에는 새로운 개념이었던 “연구중심대학”을 표방하며, 포항제철의 전폭적인 지원 아래 해외 60여 명의 한인 우수과학자를 유치했다. 그리고, 대학원 조기 개설, 전원 박사학위 소지자 교수 채용, 중진교수 중심체계 구축 등 새로운 제도를 시행했고, 국제적으로 주목받는 대학으로 성장할 수 있었다. 포항공대가 단시간에 성공적으로 안착하면서 국내 다른 대학에도 연구중심대학 모델이 확산되는 기틀이 마련되었다.
총장으로서 뿐만 아니라 입자물리학자로서도 포항공대의 연구역량 강화에 크게 기여했다. 설립 당시부터 방사광가속기 건설을 약속했고, 막대한 예산 수요나 국내의 기술적 역량 등에 대한 여러 갈래의 회의론을 극복하고 이를 관철시켰다. 세계적인 가속기 연구자로서 자신의 경륜을 발휘하여, 순수 국내 기술로 범국가적연구시설인 포항방사광가속기의 건설을 주도하였다.
1994년 4월 포항공대 교내 체육대회 중  1994년 교내 체육대회 중 발야구를 하다가 홈인 후 머리를 부딪히는 불의의 사고.로 갑자기 세상을 떠나며 포항방사광가속기의 완공을 보지못했다.  포항방사광가속기(Pohang Light Source)는 그의 사후인 12월에 완공되었다. 이는 세계에서 다섯 번째 제3세대형 방사광가속기이며 한국에서는 최초이자 아직까지 유일한 입자가속기이다. 포항방사광가속기는 현재까지 1만3천여 건의 연구과제를 성공적으로 수행하여 한국의 기초과학 역량을 크게 높였다.
김영길 전 한동대학교 총장의 형이기도 하다

## 학술활동
- 재미한국과학자협회 제6대 회장 (1971년~1972년)
- 한국물리학회 부회장 (1989년 5월~1993년 2월)
- 연구논문 : 30여편[4]

## 상훈
- 국민훈장 동백상 수상 (1985년 4월)
- 대통령자문기구 교육정책자문위원 (1989년 5월 ~ 1993년 2월)
- 상허문화대상 수상 (1994년 3월)
- 국민훈장 무궁화장 (1994년 5월)[4]

## 참고자료
대한민국 과학기술유공자 홈페이지 
한국 과학기술의 도약 이끈 제도 혁신의 리더 '김호길'  

## 주요 발언
- 정부가 약속을 지키지 않았으니 대한민주공화국이라 하지 말고 대한사기공화국이라 해야 한다.

-연암공대의 4년제 대학 인가가 나지 않자, 1985년 1월 5일 전두환대통령에게 인가를 얻어내기 위해 쓴 상소문 중
- 유학을 왔습니까, 이민을 왔습니까? 이민을 온 사람들은 남으시고, 유학을 온 사람들은 공부가 끝났으면 조국으로 돌아갑시다. 한국에서의 일류대학은 포항공대가 마지막입니다.

-1985년 9월 27일 포항공대 교수초빙을 위한 현지 간담회에서

## 같이 보기
- 김영길(공학자)